# 氷菓のディスコグラフィ
氷菓のディスコグラフィ（ひょうかのディスコグラフィ）では、 『氷菓』の関連CDについて記述する。発売元はランティス。

## キャラクターソング

### まどろみの約束
2012年5月23日発売。表題曲「まどろみの約束」はエンディングテーマに使用された。歌は劇中で千反田える、伊原摩耶花役を務める佐藤聡美、茅野愛衣が歌っている。
ディスクジャケットには、千反田える、伊原摩耶花が描かれている。イラストはアニメーション製作を手掛けた京都アニメーションによる描き下ろし。
主な記録
2012年6月4日付のオリコン週間シングルチャートで31位を獲得。初動売上は0.4万枚を記録した。デイリーチャートでは5月22日付で最高位の21位を獲得した。2012年6月4日付のBillboard JAPAN Hot Singles Salesで29位、2012年6月2日放送分のCOUNT DOWN TV内のThis Week's TOP 100では80位を獲得した。
批評
CDジャーナルは、表題曲は「ハモリ、掛け合いヴォーカルをフィーチャリングしたバラード曲で、まどろみの様な夢見心地の気持ちよさが感じられる。」、カップリング曲は「80年代ポップテイスト曲。」と評した。
収録曲
全作詞：こだまさおり
1. まどろみの約束 [4:27]
  - 作曲・編曲：岡本健介
  - テレビアニメ『氷菓』エンディングテーマ

2. ロマンスはまだ早い [3:48]
  - 作曲：渡辺翔、編曲：酒井陽一

3. まどろみの約束（Inst.）
4. ロマンスはまだ早い（Inst.）

### 君にまつわるミステリー
2012年8月22日発売。表題曲「君にまつわるミステリー」はエンディングテーマに使用された。歌は劇中で千反田える、伊原摩耶花役を務める佐藤聡美、茅野愛衣が歌っている。
ディスクジャケットには、千反田える、伊原摩耶花が描かれている。イラストはアニメーション製作を手掛けた京都アニメーションによる描き下ろし。
2012年9月3日付のオリコン週間シングルチャートで30位を獲得。初動売上は0.3万枚を記録した。デイリーチャートでは8月21日付で最高位の22位を獲得した。また、2012年9月3日付のBillboard JAPAN Hot Singles Salesで25位、Billboard JAPAN Hot Animationで19位、2012年9月1日放送分のCOUNT DOWN TV内のThis Week's TOP 100で49位を獲得した。
収録曲
全作詞：こだまさおり
1. 君にまつわるミステリー [4:16]
  - 作曲・編曲：高田暁
  - テレビアニメ『氷菓』エンディングテーマ
  - キュートポップな探偵ソング。

2. フェードin/out [4:15]
  - 作曲：高阪昌至、編曲：佐々木裕

3. 君にまつわるミステリー（Inst.）
4. フェードin/out（Inst.）

### 古典部の屈託 テーマソングCD
2012年6月27日発売。収録曲はインターネットラジオ『古典部の屈託』の主題歌として使用されており、1曲目の「アップデイトご一緒に」はオープニングテーマ、2曲目の「いつか僕らのエピローグ」はエンディングテーマに使用された。歌は劇中で千反田える、福部里志役を務める佐藤聡美、阪口大助が歌っている。
ディスクジャケットには、千反田える、福部里志が描かれている。イラストはアニメーション製作を手掛けた京都アニメーションによる描き下ろし。
2012年7月9日付のオリコン週間シングルチャートで137位を獲得した。
収録曲
全作詞：こだまさおり
1. アップデイトご一緒に [4:22]
  - 作曲・編曲：山田高弘
  - インターネットラジオ『古典部の屈託』オープニングテーマ
  - 好奇心溢れる曲。

2. いつか僕らのエピローグ [4:13]
  - インターネットラジオ『古典部の屈託』エンディングテーマ

3. アップデイトご一緒に（Inst.）
4. いつか僕らのエピローグ（Inst.）

## ドラマCD
2012年8月22日にVol.1、2012年10月10日にVol.2が発売。ディスクジャケットは、Vol.1には折木奉太郎、千反田える、福部里志、伊原摩耶花、入須冬実、遠垣内将司、十文字かほが描かれている。イラストはアニメーション製作を手掛けている京都アニメーションによる描き下ろし。
チャート成績
Vol.1は、2012年9月3日付のオリコン週間アルバムチャートで59位を獲得した。初動売上は0.1万枚を記録した。また、同日付のBillboard JAPAN Top Albumsで45位を獲得した。
収録内容
1. Vol.1 LACA-15227
  1. 中二病的四名家 [4:51]
  2. 入須先輩、お話があります:1 [1:51]
  3. もし奉太郎と里志がコンビニ店員だったら（前半） [5:29]
  4. 入須先輩、お話があります:2 [1:29]
  5. 世界氷菓劇場 シンデレラ [14:22]
  6. 入須先輩、お話があります:3 [2:56]
  7. 姉貴からの手紙 [7:15]

2. Vol.2 LACA-15242
  1. 安城さんのものすごい原作
  2. もし奉太郎と里志がコンビニ店員だったら（後半）
  3. 漫研の頑固者
  4. 氷菓クエスト そして古典部へ…
  5. 『コ』のつくものを用意しろ
  6. お披露目会

## DVD・BD特典CD
DVD・Blu-ray Discの限定版に封入されている特典CD。サウンドトラック、オリジナルドラマ、インターネットラジオ『古典部の屈託』のダイジェスト音源が収録されている。
第1巻
1. ありえない幕間劇（その一）・『屈託は高くつく』
  - キャスト：中村悠一、佐藤聡美、阪口大助

2. ありえない幕間劇（その二）・『古典部のオーパーツ』
  - キャスト：中村悠一、佐藤聡美

3. 無伴奏チェロ組曲 第一番
4. 無伴奏チェロ組曲 第一番〜チェロ単独〜
5. 薔薇色世界の扉
6. 灰色かつ省エネ
7. ラジオ「古典部の屈託」〜ダイジェスト01〜

第2巻
1. ありえない幕間劇（その三）『摩耶花の入部』
  - キャスト：中村悠一、茅野愛衣

2. ありえない幕間劇（その四）『部員獲得会議』
  - キャスト：中村悠一、佐藤聡美、阪口大助、茅野愛衣

3. G線上のアリア
4. 薔薇の花びらが舞うように
5. 心に生まれた疑問の種
6. 心に静寂と平和を
7. ラジオ「古典部の屈託」〜ダイジェスト02〜

第3巻
1. ありえない幕間劇（その五）『伯父さんの帰還』
  - キャスト：中村悠一、佐藤聡美、中博史

2. ありえない幕間劇（その六）『大罪を犯しまくる』
  - キャスト：中村悠一、佐藤聡美、阪口大助、茅野愛衣

3. シシリエンヌ
4. 好奇心進行形
5. 思考回路の彷徨い
6. 妄想髪長少女
7. ラジオ「古典部の屈託」〜ダイジェスト03〜

第4巻
1. ありえない幕間劇（その七）『これからみんなで......』
  - キャスト：中村悠一、佐藤聡美

2. ありえない幕間劇（その八）『試写会で間違えた』
  - キャスト：中村悠一、佐藤聡美、阪口大助、茅野愛衣、ゆかな

3. ソナタ 月光 第一楽章
4. 裏腹的状況
5. 曇り空の心地よさ
6. 曇って灰色で重たい即ち憂鬱
7. ラジオ「古典部の屈託」〜ダイジェスト04〜

第5巻
1. ありえない幕間劇（その九）『本郷の教材』
  - キャスト：中村悠一、佐藤聡美、阪口大助、茅野愛衣、阿部敦

2. ありえない幕間劇（その一〇）『本郷の真意』
  - キャスト：中村悠一、ゆかな

3. ソナタ 月光 第三楽章
4. 怠惰の正義
5. 不信なる気配
6. 苦味が残る
7. ラジオ「古典部の屈託」〜ダイジェスト05〜

第6巻
1. ありえない幕間劇（その十一）『愚者のイントラップ』
  - キャスト：中村悠一、雪野五月

2. ありえない幕間劇（その十二）『限りなく仕組まれた例の作戦』
  - キャスト：中村悠一、佐藤聡美、阪口大助、茅野愛衣

3. 自主制作的ミステリー
4. 自主制作的シリアス
5. 自主制作的ショッキング
6. 論究の迷路
7. ひとり
8. 上を向いて歩こう
9. ラジオ「古典部の屈託」〜ダイジェスト06〜

第7巻
1. ありえない幕間劇（その十三）『クイズ大会とみせかけて』
  - キャスト：中村悠一、佐藤聡美、阪口大助

2. ありえない幕間劇（その十四）『省エネワイルドファイア』
  - キャスト：中村悠一、佐藤聡美、阪口大助、茅野愛衣

3. 道化のごとき状況
4. 不明瞭な性質を伴う時間
5. 揺らぎを伴うデモンストレーション
6. あらぬ状況からもたらされる衝撃
7. ラジオ「古典部の屈託」〜ダイジェスト07〜

第8巻
1. ありえない幕間劇（その十五）『遠垣内のぬか喜び』
  - キャスト：佐藤聡美、置鮎龍太郎

2. ありえない幕間劇（その十六）『最後の手段』
  - キャスト：中村悠一、佐藤聡美、阪口大助、茅野愛衣

3. Dance of ice cream
4. Traditional magic show
5. 炎の料理人、見参！～並～
6. 炎の料理人、見参！～速～
7. クイズがやってくる！
8. ラジオ「古典部の屈託」〜ダイジェスト08〜

第9巻
1. ありえない幕間劇（その十七）『十文字の予行演習』
  - キャスト：中村悠一、阪口大助、茅野愛衣、福山潤

2. ありえない幕間劇（その十八）『小木先生はヘリが好き』
  - キャスト：中村悠一、佐藤聡美、遊佐浩二

3. 放送部によるラジオテーマ
4. 放送部ラジオジングル
5. フェスティバルに向かっていく
6. 確固たる分析発表
7. ワルツ一徹
8. ラジオ「古典部の屈託」〜ダイジェスト09〜

第10巻
1. ありえない幕間劇（その十九）『推論の達人？』
  - キャスト：中村悠一、佐藤聡美、中博史

2. ありえない幕間劇（その二十）『巫女の神通力』
  - キャスト：中村悠一、佐藤聡美、早見沙織

3. 風雲急、そして風雲急
4. 詩情豊かな空気
5. 黒い霧が包む世界
6. ため息混じりのコメディアン
7. 平穏なる日々のくり返し
8. 解決ながらも暗然
9. ラジオ「古典部の屈託」〜ダイジェスト10〜

第11巻
1. ありえない幕間劇（その二十一）『手作りブロークン・アロー事件』
  - キャスト：佐藤聡美、茅野愛衣、中村悠一

2. ありえない幕間劇（その二十二）『情熱の生き雛祭り』
  - キャスト：中村悠一、佐藤聡美、阪口大助、茅野愛衣

3. イタズラ心と秋の空
4. 男女の間に流れる美しい空気
5. 思考中毒
6. 回転する頭脳
7. 見上げた空の爽やかさ
8. 妄想髪長少女、再び
9. 生き雛
10. ラジオ「古典部の屈託」〜ダイジェスト11〜